# Pat Zapletal
Pat Zapletal (* 29. Oktober 1970 in Prag) ist eine österreichische Journalistin, Autorin und Personal Coach. Einem breiten Publikum bekannt wurde sie als „Fitnesstrainerin der Nation“ in der ORF-Vorabendillustrierten „Willkommen Österreich“.

## Leben
Pat Zapletal legte 1990 die Matura ab und begann anschließend ein Studium der Psychologie. 1995 schloss sie das Psychotherapeutische Propädeutikum ab. Seit 1996 ist sie als freiberufliche  Fitnesstrainerin und freie Journalistin tätig. Von 2000 bis 2004 absolvierte sie ein Publizistikstudium mit Abschluss als Mag. Phil.
Pat Zapletal war als Kolumnistin für die Plattform Wecarelife tätig und häufig in Hörfunk und Fernsehen zu Gast. Während eines Langzeitaufenthaltes in Los Angeles betreute sie diverse Filmstars, so z. B. Leonardo DiCaprio zur Vorbereitung auf den Film „The Beach“. Nebenbei schrieb sie mehrere Bücher zur Thematik Sport & Gesundheit, ganzheitliche Lebensführung und Gendermedizin. Derzeit arbeitet sie gemeinsam mit TV-Moderator Dieter Chmelar und Schauspieler Gerald Pichowetz an neuen Projekten.

## Publikationen
- Fit mit Pat, Orac, 2000
- Gesund und fit im Job, Überreuter, 2001
- Reach Your Goal, Top Music Int., 2001
- So werden Frauen stark, Überreuter, 2001
- Fit in die 2.Lebenshälfte, Überreuter, 2002
- Fit & schlank mit Baby, Orac, 2006, Neuauflage Goldmann, 2008